# سیسکو (کالیفرنیا)
سیسکو (به انگلیسی: Cisco) یک منطقهٔ مسکونی در ایالات متحده آمریکا است که در شهرستان پلاسر، کالیفرنیا واقع شده‌است. سیسکو ۰ نفر جمعیت دارد و ۱٬۸۱۰ متر بالاتر از سطح دریا واقع شده‌است.